# Alex Schalk
Alex Schalk (Breda, 7 augustus 1992) is een Nederlandse voetballer. Hij speelt voornamelijk als spits.

## Carrière
In 2002 kwam Schalk van Beek Vooruit over naar de jeugdopleiding van NAC. Schalk maakte zijn debuut voor NAC Breda op 30 juli 2011. NAC moest het in een oefenwedstrijd opnemen tegen het Griekse Olympiakos Piraeus. Schalk kwam als invaller in de ploeg en leidde NAC naar een overwinning (2-1) door twee keer te scoren. Schalk was topscorer van NAC tijdens dezelfde oefenwedstrijdenreeks. Hij kreeg door hoofdtrainer John Karelse een basisplaats toebedeeld en kende een sterke start. In 2012 raakte Schalk echter in een vormcrisis, nadat zijn vader met kanker gediagnosticeerd werd. Er kwam kritiek op zijn spel en hij was niet langer zeker van een basisplaats. Na het ontslag van Karelse en het aanstellen van interim-trainer Adrie Bogers kwam hij zelfs geheel naast het elftal te staan. Hoewel Schalk op de weg terug was en een sterke voorbereiding van de tweede helft van het seizoen 2012-2013 kende, besloot NAC Rick ten Voorde van N.E.C. Nijmegen te laten overkomen. Het was uiteindelijk echter vooral de 36-jarige Anthony Lurling die hem uit de basis hield, die door de nieuwe trainer Nebojša Gudelj in de punt van de aanval werd geposteerd, waardoor Schalk doorschoof naar de derde keuze voor de spitspositie.
In de zomer van 2013 huurde NAC Stipe Perica van Chelsea FC, waardoor Schalk opnieuw op de bank begon. Schalk uitte hierop zijn onvrede over het gebrek aan kansen dat hij kreeg van de club en vroeg een verhuur aan. In de winterstop besloot hij zich te laten verhuren aan PSV, waar hij derde spits werd achter Jürgen Locadia en Tim Matavž en zijn wedstrijden zou gaan spelen voor Jong PSV. Technisch directeur Jeffrey van As gaf bij de overgang aan, ervan uit te gaan dat Schalk na de verhuurperiode terug zou keren bij NAC. Bij PSV hervond Schalk zijn vertrouwen, mede door de begeleiding van oud-spits Twan Scheepers, die evenals Schalk uitkwam voor NAC en PSV. Schalk kwam uiteindelijk tot 16 wedstrijden voor Jong PSV, waarin hij 6 keer scoorde. Tot een debuut in de hoofdmacht zou het niet komen, waarna hij terugkeerde naar NAC.
In de zomer van 2014 werd Schalk door trainer Gudelj tot persona non grata verklaard. Schalk verruilde hierop NAC voor direct concurrent Go Ahead Eagles. Aangezien NAC met de speler in zijn maag zat, besloot de nieuwe technisch directeur Graeme Rutjes de overgang te bespoedigen door het verschil in salaris dat Go Ahead bood en Schalk bij NAC verdiende bij te passen. Enkele maanden later werd trainer Gudelj door Rutjes aan de kant geschoven. Schalk degradeerde in zijn eerste seizoen met Go Ahead naar de Eerste divisie, maar de club wilde graag met hem door. Hij verlengde in juni 2015 zijn contract tot medio 2017. Twee maanden later besloten Schalk en Go Ahead Eagles het contract te ontbinden, omdat de club de speler in eerste instantie als buitenspeler zag, terwijl Schalk zichzelf zag als diepste spits.
Op 6 oktober tekende hij een contract tot het einde van het seizoen 2015/16 bij het Schotse Ross County FC. Hier kende Schalk een stroeve start, maar hervond uiteindelijk zijn vorm. Op 13 maart 2016 maakte hij het winnende doelpunt (1-2) in de finale van de Scottish League Cup, waardoor Ross County voor het eerst in de geschiedenis deze prijs won. In april 2017 werd hij voor twee wedstrijden geschorst na een opzichtige schwalbe in een wedstrijd tegen Celtic FC. In mei 2018 mocht hij vertrekken. Hij vervolgde zijn loopbaan in Zwitserland bij Servette FC. In maart 2022 ging Schalk naar Urawa Red Diamonds in Japan.

## Carrièrestatistieken[13]
| Seizoen                   | Club               | Land        | Competitie           | Competitie | Competitie | Beker | Beker | Internationaal | Internationaal | Overig | Overig | Totaal | Totaal |
| Seizoen                   | Club               | Land        | Competitie           | Wed.       | Dlp.       | Wed.  | Dlp.  | Wed.           | Dlp.           | Wed.   | Dlp.   | Wed.   | Dlp.   |
| ------------------------- | ------------------ | ----------- | -------------------- | ---------- | ---------- | ----- | ----- | -------------- | -------------- | ------ | ------ | ------ | ------ |
| 2010/11                   | NAC Breda          | Nederland   | Eredivisie           | 1          | 0          | 0     | 0     | –              | –              | –      | –      | 1      | 0      |
| 2011/12                   | NAC Breda          | Nederland   | Eredivisie           | 32         | 6          | 1     | 0     | –              | –              | –      | –      | 33     | 6      |
| 2012/13                   | NAC Breda          | Nederland   | Eredivisie           | 20         | 3          | 3     | 2     | –              | –              | –      | –      | 23     | 5      |
| 2013/14                   | NAC Breda          | Nederland   | Eredivisie           | 5          | 1          | 1     | 1     | –              | –              | –      | –      | 7      | 2      |
| 2013/14                   | → Jong PSV         | Nederland   | Eerste divisie       | 16         | 6          | –     | –     | –              | –              | –      | –      | 16     | 6      |
| 2014/15                   | Go Ahead Eagles    | Nederland   | Eredivisie           | 20         | 4          | 1     | 0     | –              | –              | 2      | 0      | 23     | 4      |
| 2015/16                   | Go Ahead Eagles    | Nederland   | Eerste divisie       | 2          | 0          | –     | –     | –              | –              | –      | –      | 2      | 0      |
| 2015/16                   | Ross County FC     | Schotland   | Scottish Premiership | 25         | 5          | 7     | 4     | –              | –              | –      | –      | 32     | 9      |
| 2016/17                   | Ross County FC     | Schotland   | Scottish Premiership | 32         | 6          | 6     | 3     | –              | –              | –      | –      | 38     | 9      |
| 2017/18                   | Ross County FC     | Schotland   | Scottish Premiership | 26         | 7          | 6     | 2     | –              | –              | 5      | 0      | 37     | 9      |
| 2018/19                   | Servette FC Genève | Zwitserland | Challenge League     | 27         | 9          | 1     | 0     | –              | –              | –      | –      | 28     | 9      |
| 2019/20                   | Servette FC Genève | Zwitserland | Super League         | 21         | 7          | 2     | 0     | –              | –              | –      | –      | 23     | 7      |
| 2020/21                   | Servette FC Genève | Zwitserland | Super League         | 31         | 10         | 3     | 0     | 1              | 0              | –      | –      | 35     | 10     |
| 2021/22                   | Servette FC Genève | Zwitserland | Super League         | 21         | 3          | 2     | 3     | –              | –              | –      | –      | 23     | 6      |
| 2022/23                   | Urawa Red Diamonds | Japan       | J1 League            | 7          | 2          | 4     | 2     | 0              | 0              | 0      | 0      | 11     | 4      |
| 2023/24                   | Urawa Red Diamonds | Japan       | J1 League            | 0          | 0          | 0     | 0     | 3              | 0              | 3      | 1      | 6      | 1      |
| 2023/24                   | ADO Den Haag       | Nederland   | Eerste divisie       | 17         | 3          | 1     | 0     | 0              | 0              | 2      | 3      | 20     | 6      |
| Totaal                    | Totaal             | Totaal      | Totaal               | 303        | 72         | 37    | 17    | 4              | 0              | 12     | 4      | 357    | 97     |
| Bijgewerkt op 19 mei 2024 |                    |             |                      |            |            |       |       |                |                |        |        |        |        |

## Interlandcarrière

### Nederland onder 21
Op 6 oktober 2011 debuteerde Schalk voor Nederland –21 in een vriendschappelijke wedstrijd tegen Oostenrijk –21 (1–0 winst).
| Interlands van Alex Schalk | Interlands van Alex Schalk | Interlands van Alex Schalk | Interlands van Alex Schalk | Interlands van Alex Schalk | Interlands van Alex Schalk |
| №                          | Datum                      | Wedstrijd                  | Uitslag                    | Soort Wedstrijd            | Doelpunten                 |
| Als speler bij NAC Breda   | Als speler bij NAC Breda   | Als speler bij NAC Breda   | Als speler bij NAC Breda   | Als speler bij NAC Breda   | Als speler bij NAC Breda   |
| -------------------------- | -------------------------- | -------------------------- | -------------------------- | -------------------------- | -------------------------- |
| 1.                         | 6 oktober 2011             | Oostenrijk - Nederland     | 0 – 1                      | Kwalificatie EK 2013 –21   | 0                          |
| 2.                         | 14 november 2011           | Nederland - Schotland      | 1 – 2                      | Kwalificatie EK 2013 –21   | 0                          |
| 3.                         | 25 mei 2013                | Nederland - Oekraïne       | 0 – 0                      | Vriendschappelijk          | 0                          |
| 4.                         | 18 november 2013           | Frankrijk - Nederland      | 1 – 1                      | Vriendschappelijk          | 0                          |

### Nederlands Beloftenelftal
Op 29 februari 2012 debuteerde Schalk voor het Nederlands Beloftenvoetbalelftal in een vriendschappelijke wedstrijd tegen Denemarken –20 (3–0 winst).
| Interlands van Alex Schalk | Interlands van Alex Schalk | Interlands van Alex Schalk | Interlands van Alex Schalk | Interlands van Alex Schalk | Interlands van Alex Schalk |
| №                          | Datum                      | Wedstrijd                  | Uitslag                    | Soort Wedstrijd            | Doelpunten                 |
| Als speler bij NAC Breda   | Als speler bij NAC Breda   | Als speler bij NAC Breda   | Als speler bij NAC Breda   | Als speler bij NAC Breda   | Als speler bij NAC Breda   |
| -------------------------- | -------------------------- | -------------------------- | -------------------------- | -------------------------- | -------------------------- |
| 1.                         | 29 februari 2012           | Nederland - Denemarken     | 3 – 0                      | Vriendschappelijk          | 0                          |
| 2.                         | 8 september 2012           | Turkije - Nederland        | 2 – 1                      | Vriendschappelijk          | 1                          |
| 3.                         | 6 februari 2013            | Ierland - Nederland        | 3 – 0                      | Vriendschappelijk          | 0                          |